# Тип 1 (пулемёт)
Станковый пулемёт Тип 1 (一式重機関銃 Iti-shiki juu-kikanjuu) — пулемёт, применявшийся Императорской армией Японии во время Второй мировой войны. Должен был заменить в войсках пулемёт Тип 92.

## Описание
Тип 1 по своей сути является облегченной версией станкового пулемёта Тип 92. В сравнении с ним, Тип 1 весит почти на половину меньше. Такое значительное уменьшение массы было достигнуто за счет уменьшения веса большинства составных частей. В свою очередь, сокращение движущихся частей дало несколько более высокий темп стрельбы, чем у Тип 92, но поскольку ствол Тип 1 короче, считается, что у него гораздо меньшая дальность стрельбы. Одной из особенностей Тип 1 являлся сменный ствол. Помимо этого, пулемёт, как и его предшественник должен был оснащаться перископическим прицелом с 4-кратным фокусом.
Пулемёт использовал принцип отвода пороховых газов и воздушное охлаждение, при этом, отсутствовало характерное для японских пулемётов оребрение ствола, позволявшее поддерживать постоянную скорость стрельбы без чрезмерного нагрева. Предполагалось, что возможность смены ствола компенсирует потерю оребрения. Однако, по оценкам, даже хорошо подготовленному расчёту требовалась как минимум одна минута для смены ствола, что недостаточно быстро.
Если Тип 92 мог использовать как фланцевые так и бесфланцевые патроны, то Тип 1 использовал только последние. Боеприпасы калибра 7,7-мм подаются с левой стороны в обычных 30-зарядных лентах-кассетах. Управление огнём осуществляется нажатием на спусковой рычаг. Предохранитель состоит из рычага, расположенного с левой стороны приёмника.